# Али-Баба и сорок разбойников (спектакль)
«Али-Баба и сорок разбойников» — советский музыкальный спектакль по мотивам персидской сказки «Али-Баба и сорок разбойников» со стихами Вениамина Смехова на музыку Сергея Никитина и Виктора Берковского. Был записан в 1981 году и выпущен на двойной пластинке в серии «Сказка за сказкой» через год.
Спустя два года был снят одноимённый музыкальный телефильм с почти тем же актёрским составом и той же аудиодорожкой.

## История создания
Вениамин Смехов, давний любитель персидской поэзии, говорил о своём «Али-Бабе»: «Это был итог моих разгильдяйских капустников и пародия на скучнейшую „Шахерезаду“».
Он прочитал свой вариант «Али-Бабы» товарищам по Театру на Таганке по дороге в Таллин. Работа вызвала всеобщее одобрение, и Смехов решил осуществить проект. Поначалу была запланирована живая экранизация в виде полноценного фильма. По рекомендации актрисы Аллы Демидовой в качестве режиссёра был выбран Владимир Грамматиков, тогда только закончивший съёмки фильма «Шла собака по роялю», а на главную роль был утверждён Ролан Быков. Но когда сдали заявку на киностудию, выяснилось, что в производство уже запущен советско-индийский фильм «Приключения Али-Бабы и 40 разбойников», в котором Быков уже был утверждён на роль атамана. Тогда Смехов решил оставить своим героям только голос.
Ради этого проекта Смехову пришлось заключить бартерную сделку: фирма «Мелодия» выпускает «сомнительную» (по их мнению) версию известной арабской сказки, а взамен Смехов создал для фирмы патриотический цикл из произведений Максима Горького к юбилею ВЛКСМ (аудиоспектакль «Было на свете сердце», где ранние произведения Горького читали Иннокентий Смоктуновский, Елена Коренева и Иван Бортник).
Пластинка оказалась очень популярной и в итоге её тираж составил более трёх миллионов экземпляров. Наталья Тенякова (Фатима) вспоминала, как за ней с Сергеем Юрским бегали дети и кричали: «Съешь апельсин!». До этого подобной чести удостаивалась только Фаина Раневская с фразой «Муля, не нервируй меня». Благодаря этому было принято решение экранизировать аудиопластинку.

### Телеверсия
Спустя несколько лет Смехова попросили спасти производственный план «Лентелефильма» и он решил снять телеверсию аудиоспектакля. К работе он привлёк почти весь актёрский состав, который участвовал в записи оригинала. Однако, Олег Табаков чуть было не отказался, потому что в тот момент застрял на гастролях в Финляндии и умолял о замене в команде. В итоге, когда ему всё-таки удалось вернуться в Москву, то Смехов, чтобы не тащить актёра в Ленинград, решил снять телеверсию в Москве. Табаков, который очень сильно устал, согласился сниматься при условии, что его съёмочный график составит только два дня, не больше, однако уже в первую ночь съёмок ему пришлось вызвать скорую помощь. В свою очередь Армен Джигарханян, у которого в тот период тоже был очень плотный съёмочный график, так и не успел выучить свои реплики и поэтому во время съёмки часто смотрел на экран телесуфлёра, маскируя это своей мимикой под восточную медлительность и томность.
Поскольку спектакль надо было снять очень быстро, то в итоге авторы не стали записывать новую фонограмму, а использовали аудиодорожку с пластинки (вплоть до того, что даже большая часть речитативных реплик актёров аналогично была взята оттуда, а не была записана вживую). Но в итоге руководство Гостелерадио на какое-то время положило телеспектакль «на полку», мотивируя тем, что те арабские страны, с которыми у СССР были дружеские отношения, могут не понять такой юмор.

## Действующие лица и исполнители
| Персонаж                       | Исполнитель на пластинке | Исполнитель в фильме |
| ------------------------------ | ------------------------ | -------------------- |
| Али-Баба                       | Олег Табаков             | Олег Табаков         |
| Зейнаб, его жена               | Татьяна Никитина         | Татьяна Никитина     |
| Касым, брат Али-Бабы           | Сергей Юрский            | Сергей Юрский        |
| Фатима, его жена и дочь судьи  | Наталья Тенякова         | Наталья Тенякова     |
| Мустафа, рассказчик и сапожник | Вениамин Смехов          | Вениамин Смехов      |
| Прохожий, собиратель историй   | Леонид Филатов           | Отсутствует          |
| Хасан, атаман разбойников      | Армен Джигарханян        | Армен Джигарханян    |
| Ахмед «Сорви-Голова»           | Алексей Граббе           | Евгений Тиличеев     |

### В эпизодах
- Изиль Заблудовский
- Виктор Костецкий — разбойник
- Владимир Курашкин — разбойник Мухаммед
- Вадим Никитин
- Станислав Соколов

## Музыка пластинки
Тексты песен, как и сценарий, написаны Вениамином Смеховым. Музыка Виктора Берковского и Сергея Никитина, обработка и аранжировка Игоря Кантюкова. Режиссёр-концертмейстер — Сергей Никитин, ансамбль «Мелодия» под управлением Георгия Гараняна; вокальный ансамбль «Панорама» под управлением Михаила Ганеева.
«Музыку для „Али-Бабы“ предлагали написать самому Шнитке, но Юрий Визбор, близкий друг автора и первый слушатель смеховского варианта сказки, посоветовал не мучить актёров, напомнив, что есть люди, способные написать лёгкие мелодии. Правда, они не музыканты, а кандидаты естественных наук, зато с хорошим чувством юмора. Сергей Никитин и Виктор Берковский согласились и вдвоём написали чудесные музыкальные диалоги. (Правда, обещали работать два месяца, а справились только через два года)».

### Песни
Официального списка треков нет, так как пластинка идёт без разбития на треки, делясь на 4 части по сторонам двух пластинок. Приблизительный список песен:
1. Персия, Персия!
2. Однажды светлым тёплым утром на базаре такую людям злую новость рассказали…
3. «Эй, Касым, а Касым!» — «Говори, Фатима…» (Съешь апельсин)
4. На Востоке простор, над простором — шатёр…
5. Вряд ли сегодня, Али-Баба, гости придут…
6. Хочешь — верь своим глазам, хочешь — не верь (Симсим, сезам, откройся)
7. Шито-крыто
8. Ну, что ты потеряешь, если всё узнаешь? (Любопытство)
9. Что там? Новая пещера?
10. Спустилось солнце два часа тому назад
11. Зачем так много треска?
12. Пусть сдохнут все мои враги, вкусней не ел я кураги
13. Вот-вот-вот, убеждаешься? (Не будь я судейская дочь)
14. Признавайся, ворон старый, где украл свои динары?
15. Тяжёлым будет путь до погребов… (А десять мулов по два сундука)
16. Персия, Персия! (реприза)
17. Никого умнее нет нашего Хасана (Браво, браво!.. Ну, что вы право!..)
18. Старые раны
19. Очень чёрные тучи опустил над горами Аллах
20. Был порядок на Земле простым-простой…
21. Что-то будет!
22. Если б ты знал, как я устал (Моя ноша нелегка)
23. Поменьше есть, поменьше пить (Ночью город умолк)
24. Отличный плов, ну просто первый раз такой
25. «А она мне нравится!» — «Ну что ты — красавица!»
26. С днём рожденья, дорогой Али-Баба!
27. Персия, Персия! (финал)

### Обложка
Обложка была создана Валерием Плотниковым (идея), макет создал книжный график Аркадий Троянкер. «Для фотографий долго не могли найти подходящий узорчатый ковёр. Оказалось, что именно такой, персидский, висел в Доме на набережной, в квартире редактора Ирины Якушенко. Сергей Никитин приготовил плов, пили чай из пиал, пели и дурачились. Они остались с пиалами в руках на обложке».

## Театральные постановки
С постановки на сцене «Али-Бабы» начался театр Армена Джигарханяна, сыгравшего в оригинальной версии атамана. В настоящее время спектакль сохраняется в репертуаре театра под названием «Тысяча и одна ночь Шахразады»: «В основе спектакля — пьеса Вениамина Смехова „Али-Баба и сорок разбойников“, но действие выходит за её рамки. Здесь собран весь колорит „Тысяча и одной ночи“ — тонкой, мудрой восточной сказки».
Театр Олега Табакова (исполнитель роли Али-Бабы) «Табакерка» собиралась сделать спектакль своей визитной карточкой наподобие вахтанговской «Турандот» — с Игорем Нефёдовым в главной роли, но тот скончался.

### Список постановок
- спектакль «Али-Баба и сорок разбойников», Московский театр-студия п/р О. Табакова, 1981;
- спектакль «Али-Баба и сорок разбойников», Рязанский театр юного зрителя, реж.-постановщик В. Б. Смехов, 1986;
- спектакль «Али-Баба и сорок песен персидского базара», Киевский театр эстрады, реж. М. Морголис (Ганапольский), 1987[6];
- спектакль «Али-Баба и сорок разбойников», Волгоградский ТЮЗ, реж. Е. Басилашвили, 1988;
- спектакль «Али-Баба», Тбилисский ТЮЗ, 1987;
- мюзикл «Али-Баба и семеро разбойников», Московский театр «Д», реж. В. Дружинин, 1996;
- спектакль «Али-Баба», Алтайский государственный театр кукол «Сказка» (г. Барнаул), реж. В. Вольховский, 1998;
- спектакль «Али-Баба и разбойники», Ровенский театр кукол (Украина), реж. А. Куделя, 3.07.2003;
- спектакль «Али-Баба и сорок разбойников», Самарский театр кукол, реж. И. Зиннуров, 13.05.2005;
- спектакль «Тысяча и одна ночь Шахразады», Московский драматический театр п/р А. Джигарханяна, реж. А. Джигарханян, А. Анненков, 7.12.2008;
- спектакль «Али-Баба и сорок разбойников», Омский театр для детей и молодёжи, реж. А. Бабанова, 2011;
- «Али-Баба и 40 разбойников», Московский музыкальный театр для детей и молодёжи «Экспромт»;
- мюзикл «Али-Баба и сорок разбойников», Орловский театр для детей и молодёжи «Свободное пространство»;
- спектакль «Приключения Али-Бабы», Днепропетровский театр кукол (Украинская ССР), реж. В. Ф. Бугаёв, 1984.

Также Смехов ставил «Али-Бабу» на иврите в Хайфе.

## Ремейк
В 2004 году телеканалы «СТС» (Россия) и «1+1» (Украина) при участии кинокомпании «Украинская Медийная Группа» создали новогодний телепроект по мотивам старой постановки (мюзикл «Али-Баба и сорок разбойников»).
Аранжировки к старым мелодиям написал киевский композитор Дмитрий Климашенко, «современное» звучание текстам придавал Александр Цекало; хореограф Егор Дружинин (он же играет Али-Бабу); режиссёр — Виктор Придувалов.
- Продюсеры: Александр Роднянский, Александр Цекало, Иванна Дедюра
- Режиссёр: Виктор Придувалов
- Хореограф: Егор Дружинин
- Художник по костюмам: Надежда Кудрявцева

Исполнителями стали:
- Егор Дружинин — Али-Баба
- Жасмин — Зейнаб, жена Али-Бабы
- Максим Леонидов — Касым, брат Али-Бабы
- Алика Смехова — Фатима, жена Касыма
- Дмитрий Нагиев — Хасан, главарь разбойников
- Борис Хвошнянский — Мустафа, рассказчик, он же башмачник
- Виктор Андриенко — Сулейман, помощник Хасана
- Сергей Лосев — судья, отец жены Касыма
- Борис Моисеев — цыганка-гадалка
- Дуэт «Чай вдвоём» — разбойники Ахмед и Мухаммед
- Филипп Киркоров — Степан[8]

Также в фильме снялись группы «Сливки» и «Блестящие», «Отпетые мошенники», дуэт «SMASH». Натурные съёмки производились в Бахчисарае.